# Sophronica minuta
Sophronica minuta là một loài bọ cánh cứng trong họ Cerambycidae.